# Edmundo Flores Fernández
Edmundo Flores Fernández (Toluca, Estado de México; 20 de mayo de 1919-Ciudad de México, 2 de diciembre de 2002) fue un ingeniero agrónomo, profesor, escritor, economista y funcionario mexicano. Tuvo cargos en la Organización de las Naciones Unidas. Fue miembro de la Misión Andina Indigenista de las Naciones Unidas. Fue director general del CONACYT.

## Datos biográficos
Nació en Toluca, Estado de México, el 20 de mayo de 1919. Se graduó como ingeniero agrónomo en la Escuela Nacional de Agricultura, Chapingo, en 1940. Obtuvo el grado de maestro en ciencias  en 1947 y doctor en economía por la Universidad de Wisconsin, en 1944.
Fue profesor universitario. Vivió en Bolivia durante el gobierno de Víctor Paz Estenssoro, actuando como asesor de la reforma agraria en ese país sudamericano. También trabajó como asesor del Banco de México, de la Comisión Económica para América Latina (CEPAL), de la Organización de las Naciones Unidas para la Agricultura y la Alimentación (FAO) y del Banco Interamericano de Desarrollo (BID). 
Fue representante permanente de México ante la FAO, embajador en Cuba; miembro del Comité Asesor sobre Ciencia y Tecnología de las Naciones Unidas, y director general del Consejo Nacional de Ciencia y Tecnología en su país.

## Obra
- Las moscas (Cuento, 1967)
- Tratado de economía agrícola (1961)
- Vieja revolución, nuevos problemas (1969)
- Reformas agrarias en América Latina (1970)
- Desarrollo agrícola (1972)
- Dentro y fuera del desarrollo (1973)
- La alimentación, problema mundial (1975)
- La ciencia y la tecnología en México (1982)
- ¿Por qué la crisis y cómo remediarla? (1984)
- Historias de Edmundo Flores. Autobiografía 1919-1950 (1983)
- Antesalas del poder. Autobiografía 1950-1973 (1986)